# Tour de Yorkshire 2015
La 1re édition du Tour de Yorkshire a eu lieu du 1er au 3 mai 2015. La course fait partie du calendrier UCI Europe Tour 2015 en catégorie 2.1.
Elle a été remportée par le Norvégien Lars Petter Nordhaug (Sky), vainqueur de la première étape, qui s'impose devant l'Espagnol Samuel Sánchez (BMC Racing) et le Français Thomas Voeckler (Europcar) qui finissent tous les deux à onze secondes.
Nordhaug gagne également le classement par points tandis que le Français Nicolas Edet (Cofidis) s'adjuge le classement de la montagne et que la formation britannique Sky remporte le classement par équipes.

## Présentation
Elle se déroule dans le Yorkshire, prend son départ à Bridlington le 1er mai et se termine à Leeds le 3 mai. L'épreuve est organisée par l'organisme chargé de la promotion du comté : Welcome to Yorkshire et par Amaury Sport Organisation, qui était déjà l'organisateur des deux premières étapes du Tour de France 2014 qui se sont courues dans le Yorkshire.
Une course féminine est prévue dans le cadre de l'épreuve, sous la forme de quatre boucles de 20 kilomètres à York.

## Parcours
Le 22 décembre 2014 ont été annoncés les arrivées et les départs des différentes étapes, à savoir Bridlington, Leeds, Scarborough, Selby, Wakefield et York. Le 21 janvier 2015, le parcours détaillé des trois étapes a été dévoilé à Bridlington,.

### Équipes
Classé en catégorie 2.1 de l'UCI Europe Tour, le Tour de Yorkshire est par conséquent ouvert aux WorldTeams dans la limite de 50 % des équipes participantes, aux équipes continentales professionnelles, aux équipes continentales et aux équipes nationales.
Dix-huit équipes participent à ce Tour de Yorkshire - cinq WorldTeams, six équipes continentales professionnelles, six équipes continentales et une équipe nationale :
| UCI WorldTeams  | UCI WorldTeams | UCI WorldTeams |
| Nom de l'équipe | Pays           | Code           |
| --------------- | -------------- | -------------- |
| BMC Racing      | États-Unis     | BMC            |
| Giant-Alpecin   | Allemagne      | TGA            |
| IAM             | Suisse         | IAM            |
| Lotto NL-Jumbo  | Pays-Bas       | TLJ            |
| Sky             | Royaume-Uni    | SKY            |

| Équipes continentales professionnelles | Équipes continentales professionnelles | Équipes continentales professionnelles |
| Nom de l'équipe                        | Pays                                   | Code                                   |
| -------------------------------------- | -------------------------------------- | -------------------------------------- |
| Europcar                               | France                                 | EUC                                    |
| Cofidis                                | France                                 | COF                                    |
| Cult Energy                            | Danemark                               | CLT                                    |
| MTN-Qhubeka                            | Afrique du Sud                         | MTN                                    |
| Roompot Oranje Peloton                 | Pays-Bas                               | ROP                                    |
| Topsport Vlaanderen-Baloise            | Belgique                               | TSV                                    |

| Équipes continentales | Équipes continentales | Équipes continentales |
| Nom de l'équipe       | Pays                  | Code                  |
| --------------------- | --------------------- | --------------------- |
| JLT Condor            | Royaume-Uni           | JLT                   |
| Madison Genesis       | Royaume-Uni           | MGT                   |
| NFTO                  | Royaume-Uni           | NPC                   |
| ONE                   | Royaume-Uni           | ONE                   |
| Raleigh GAC           | Royaume-Uni           | RAL                   |
| Wiggins               | Royaume-Uni           | WGN                   |

| Équipe nationale                | Équipe nationale | Équipe nationale |
| Nom de l'équipe                 | Pays             | Code             |
| ------------------------------- | ---------------- | ---------------- |
| Équipe nationale du Royaume-Uni | Royaume-Uni      | GBR              |

## Étapes
| Étape     | Date    | Villes étapes             |                 | Distance (km) | Vainqueur d’étape    | Leader du classement général |
| --------- | ------- | ------------------------- | --------------- | ------------- | -------------------- | ---------------------------- |
| 1re étape | 1er mai | Bridlington – Scarborough | Étape de plaine | 174           | Lars Petter Nordhaug | Lars Petter Nordhaug         |
| 2e étape  | 2 mai   | Selby – York              | Étape de plaine | 174           | Moreno Hofland       | Lars Petter Nordhaug         |
| 3e étape  | 3 mai   | Wakefield – Leeds         | Étape vallonnée | 167           | Ben Hermans          | Lars Petter Nordhaug         |

## Déroulement de la course

### 1reétape
| Classement de l'étape | Classement de l'étape | Classement de l'étape | Classement de l'étape  | Classement de l'étape |
|                       | Coureur               | Pays                  | Équipe                 | Temps                 |
| --------------------- | --------------------- | --------------------- | ---------------------- | --------------------- |
| 1er                   | Lars Petter Nordhaug  | Norvège               | Sky                    | en 4 h 22 min 38 s    |
| 2e                    | Thomas Voeckler       | France                | Europcar               | + 0 s                 |
| 3e                    | Stéphane Rossetto     | France                | Cofidis                | + 0 s                 |
| 4e                    | Samuel Sánchez        | Espagne               | BMC Racing             | + 0 s                 |
| 5e                    | Philip Deignan        | Irlande               | Sky                    | + 0 s                 |
| 6e                    | Greg Van Avermaet     | Belgique              | BMC Racing             | + 1 min 10 s          |
| 7e                    | Anthony Turgis        | France                | Cofidis                | + 1 min 10 s          |
| 8e                    | Erick Rowsell         | Royaume-Uni           | Madison Genesis        | + 1 min 10 s          |
| 9e                    | Richard Handley       | Royaume-Uni           | JLT Condor             | + 1 min 10 s          |
| 10e                   | Huub Duyn             | Pays-Bas              | Roompot Oranje Peloton | + 1 min 10 s          |
| modifier              |                       |                       |                        |                       |

| Classement général | Classement général   | Classement général | Classement général     | Classement général |
|                    | Coureur              | Pays               | Équipe                 | Temps              |
| ------------------ | -------------------- | ------------------ | ---------------------- | ------------------ |
| 1er                | Lars Petter Nordhaug | Norvège            | Sky                    | en 4 h 22 min 28 s |
| 2e                 | Thomas Voeckler      | France             | Europcar               | + 4 s              |
| 3e                 | Stéphane Rossetto    | France             | Cofidis                | + 6 s              |
| 4e                 | Samuel Sánchez       | Espagne            | BMC Racing             | + 10 s             |
| 5e                 | Philip Deignan       | Irlande            | Sky                    | + 10 s             |
| 6e                 | Anthony Turgis       | France             | Cofidis                | + 1 min 18 s       |
| 7e                 | Greg Van Avermaet    | Belgique           | BMC Racing             | + 1 min 20 s       |
| 8e                 | Erick Rowsell        | Royaume-Uni        | Madison Genesis        | + 1 min 20 s       |
| 9e                 | Richard Handley      | Royaume-Uni        | JLT Condor             | + 1 min 20 s       |
| 10e                | Huub Duyn            | Pays-Bas           | Roompot Oranje Peloton | + 1 min 20 s       |
| modifier           |                      |                    |                        |                    |

### 2eétape
| Classement de l'étape | Classement de l'étape | Classement de l'étape | Classement de l'étape       | Classement de l'étape |
|                       | Coureur               | Pays                  | Équipe                      | Temps                 |
| --------------------- | --------------------- | --------------------- | --------------------------- | --------------------- |
| 1er                   | Moreno Hofland        | Pays-Bas              | Lotto NL-Jumbo              | en 3 h 57 min 58 s    |
| 2e                    | Matteo Pelucchi       | Italie                | IAM                         | m.t                   |
| 3e                    | Ramon Sinkeldam       | Pays-Bas              | Giant-Alpecin               | m.t                   |
| 4e                    | Jempy Drucker         | Luxembourg            | BMC Racing                  | m.t                   |
| 5e                    | Dylan Groenewegen     | Pays-Bas              | Roompot Oranje Peloton      | m.t                   |
| 6e                    | André Looij           | Pays-Bas              | Roompot Oranje Peloton      | m.t                   |
| 7e                    | Russell Downing       | Royaume-Uni           | Cult Energy                 | m.t                   |
| 8e                    | Andreas Stauff        | Allemagne             | MTN-Qhubeka                 | m.t                   |
| 9e                    | Harry Tanfield        | Royaume-Uni           | JLT Condor                  | m.t                   |
| 10e                   | Pieter Vanspeybrouck  | Belgique              | Topsport Vlaanderen-Baloise | m.t                   |
| modifier              |                       |                       |                             |                       |

| Classement général | Classement général   | Classement général | Classement général | Classement général |
|                    | Coureur              | Pays               | Équipe             | Temps              |
| ------------------ | -------------------- | ------------------ | ------------------ | ------------------ |
| 1er                | Lars Petter Nordhaug | Norvège            | Sky                | en 8 h 20 min 26 s |
| 2e                 | Samuel Sánchez       | Espagne            | BMC Racing         | + 10 s             |
| 3e                 | Thomas Voeckler      | France             | Europcar           | + 10 s             |
| 4e                 | Stéphane Rossetto    | France             | Cofidis            | + 12 s             |
| 5e                 | Philip Deignan       | Irlande            | Sky                | + 16 s             |
| 6e                 | Anthony Turgis       | France             | Cofidis            | + 1 min 18 s       |
| 7e                 | Greg Van Avermaet    | Belgique           | BMC Racing         | + 1 min 20 s       |
| 8e                 | Erick Rowsell        | Royaume-Uni        | Madison Genesis    | + 1 min 20 s       |
| 9e                 | Ben Hermans          | Belgique           | BMC Racing         | + 1 min 23 s       |
| 10e                | Richard Handley      | Royaume-Uni        | JLT Condor         | + 1 min 26 s       |
| modifier           |                      |                    |                    |                    |

### 3eétape
| Classement de l'étape | Classement de l'étape | Classement de l'étape | Classement de l'étape       | Classement de l'étape |
|                       | Coureur               | Pays                  | Équipe                      | Temps                 |
| --------------------- | --------------------- | --------------------- | --------------------------- | --------------------- |
| 1er                   | Ben Hermans           | Belgique              | BMC Racing                  | en 4 h 27 min 22 s    |
| 2e                    | Greg Van Avermaet     | Belgique              | BMC Racing                  | + 9 s                 |
| 3e                    | Julien Simon          | France                | Cofidis                     | + 9 s                 |
| 4e                    | Samuel Sánchez        | Espagne               | BMC Racing                  | + 9 s                 |
| 5e                    | Huub Duyn             | Pays-Bas              | Roompot Oranje Peloton      | + 9 s                 |
| 6e                    | Lars Petter Nordhaug  | Norvège               | Sky                         | + 9 s                 |
| 7e                    | Alex Kirsch           | Luxembourg            | Cult Energy                 | + 9 s                 |
| 8e                    | Thomas Sprengers      | Belgique              | Topsport Vlaanderen-Baloise | + 9 s                 |
| 9e                    | Steven Kruijswijk     | Pays-Bas              | Lotto NL-Jumbo              | + 9 s                 |
| 10e                   | Thomas Voeckler       | France                | Europcar                    | + 9 s                 |
| modifier              |                       |                       |                             |                       |

## Classements finals

### Classement général final
| Classement général final | Classement général final | Classement général final | Classement général final | Classement général final |
|                          | Coureur                  | Pays                     | Équipe                   | Temps                    |
| ------------------------ | ------------------------ | ------------------------ | ------------------------ | ------------------------ |
| 1er                      | Lars Petter Nordhaug     | Norvège                  | Sky                      | en 12 h 47 min 56 s      |
| 2e                       | Samuel Sánchez           | Espagne                  | BMC Racing               | + 11 s                   |
| 3e                       | Thomas Voeckler          | France                   | Europcar                 | + 11 s                   |
| 4e                       | Stéphane Rossetto        | France                   | Cofidis                  | + 13 s                   |
| 5e                       | Philip Deignan           | Irlande                  | Sky                      | + 24 s                   |
| 6e                       | Ben Hermans              | Belgique                 | BMC Racing               | + 1 min 5 s              |
| 7e                       | Greg Van Avermaet        | Belgique                 | BMC Racing               | + 1 min 15 s             |
| 8e                       | Erick Rowsell            | Royaume-Uni              | Madison Genesis          | + 1 min 21 s             |
| 9e                       | Huub Duyn                | Pays-Bas                 | Roompot Oranje Peloton   | + 1 min 27 s             |
| 10e                      | Richard Handley          | Royaume-Uni              | JLT Condor               | + 1 min 27 s             |
| modifier                 |                          |                          |                          |                          |

### Classements annexes
| Classement par points | Classement par points | Classement par points | Classement par points | Classement par points |
| --------------------- | --------------------- | --------------------- | --------------------- | --------------------- |
|                       | Coureur               | Pays                  | Équipe                | Point(s)              |
| 1er                   | Lars Petter Nordhaug  | Norvège               | Sky                   | 21 points             |
| 2e                    | Greg Van Avermaet     | Belgique              | BMC Racing            | 17 pts                |
| 3e                    | Ben Hermans           | Belgique              | BMC Racing            | 15 pts                |
| modifier              |                       |                       |                       |                       |

| Classement de la montagne | Classement de la montagne | Classement de la montagne | Classement de la montagne | Classement de la montagne |
| ------------------------- | ------------------------- | ------------------------- | ------------------------- | ------------------------- |
|                           | Coureur                   | Pays                      | Équipe                    | Point(s)                  |
| 1er                       | Nicolas Edet              | France                    | Cofidis                   | 26 points                 |
| 2e                        | Ian Bibby                 | Royaume-Uni               | NFTO                      | 16 pts                    |
| 3e                        | Lawson Craddock           | États-Unis                | Giant-Alpecin             | 11 pts                    |
| modifier                  |                           |                           |                           |                           |

| \| Classement par équipes[5] \| Classement par équipes[5] \| Classement par équipes[5] \| Classement par équipes[5] \| \| \| Équipe \| Pays \| Temps \| \| ------------------------- \| ------------------------- \| ------------------------- \| ------------------------- \| \| 1re \| Sky \| Royaume-Uni \| en 38 h 26 min 3 s \| \| 2e \| BMC Racing \| États-Unis \| + 32 s \| \| 3e \| Cofidis \| France \| + 2 min 25 s \| \| modifier \| \| \| \| |            |             |                    |
| Classement par équipes |            |             |                    |
| | Équipe     | Pays        | Temps              |
| 1re | Sky        | Royaume-Uni | en 38 h 26 min 3 s |
| 2e | BMC Racing | États-Unis  | + 32 s             |
| 3e | Cofidis    | France      | + 2 min 25 s       |
| modifier |            |             |                    |

### UCI Europe Tour
Ce Tour de Yorkshire attribue des points pour l'UCI Europe Tour 2015, par équipes seulement aux coureurs des équipes continentales professionnelles et continentales, individuellement à tous les coureurs sauf ceux faisant partie d'une équipe ayant un label WorldTeam.
| Position,          | 1er | 2e | 3e | 4e | 5e | 6e | 7e | 8e | 9e | 10e | 11e | 12e |
| Classement général | 80  | 56 | 32 | 24 | 20 | 16 | 12 | 8  | 7  | 6   | 5   | 3   |
| Par étape          | 16  | 11 | 6  | 5  | 4  | 2  |    |    |    |     |     |     |
| Leader, par étape  | 8   |    |    |    |    |    |    |    |    |     |     |     |

| Cycliste          | Équipe                          | Général | Étape | Leader | Total |
| ----------------- | ------------------------------- | ------- | ----- | ------ | ----- |
| Thomas Voeckler   | Europcar                        | 32      | 11    | -      | 43    |
| Stéphane Rossetto | Cofidis                         | 24      | 6     | -      | 30    |
| Huub Duyn         | Roompot Oranje Peloton          | 7       | 4     | -      | 11    |
| Erick Rowsell     | Madison Genesis                 | 8       | -     | -      | 8     |
| Richard Handley   | JLT Condor                      | 6       | -     | -      | 6     |
| Julien Simon      | Cofidis                         | -       | 6     | -      | 6     |
| Steve Cummings    | MTN-Qhubeka                     | 5       | -     | -      | 5     |
| Dylan Groenewegen | Roompot Oranje Peloton          | -       | 4     | -      | 4     |
| Scott Davies      | Équipe nationale du Royaume-Uni | 3       | -     | -      | 3     |
| André Looij       | Roompot Oranje Peloton          | -       | 2     | -      | 2     |

## Évolution des classements
| Étape              | Vainqueur            | Classement général   | Classement par points | Classement de la montagne | Classement par équipes | Coureur le plus combatif |
| ------------------ | -------------------- | -------------------- | --------------------- | ------------------------- | ---------------------- | ------------------------ |
| 1                  | Lars Petter Nordhaug | Lars Petter Nordhaug | Lars Petter Nordhaug  | Perrig Quéméneur          | Sky                    | Perrig Quéméneur         |
| 2                  | Moreno Hofland       | Lars Petter Nordhaug | Lars Petter Nordhaug  | Perrig Quéméneur          | Sky                    | Mark McNally             |
| 3                  | Ben Hermans          | Lars Petter Nordhaug | Lars Petter Nordhaug  | Nicolas Edet              | Sky                    | Ian Bibby                |
| Classements finals | Classements finals   | Lars Petter Nordhaug | Lars Petter Nordhaug  | Nicolas Edet              | Sky                    | Non décerné              |

## Liste des participants
- Liste de départ complète

| Légende                             | Légende                                                                                         | Légende                         | Légende                                                                                                  |
| ----------------------------------- | ----------------------------------------------------------------------------------------------- | ------------------------------- | --- |
| Num                                 | Dossard de départ porté par le coureur sur ce Tour de Yorkshire                                 | Pos                             | Position finale au classement général                                                                    |
| Leader du classement général        | Indique le vainqueur du classement général                                                      | Leader du classement par points | Indique le vainqueur du classement par points                                                            |
| Leader du classement de la montagne | Indique le vainqueur du classement de la montagne                                               |                                 | Indique un maillot de champion national ou mondial, suivi de sa spécialité                               |
| #                                   | Indique la meilleure équipe                                                                     | NP                              | Indique un coureur qui n'a pas pris le départ d'une étape, suivi du numéro de l'étape où il s'est retiré |
| AB                                  | Indique un coureur qui n'a pas terminé une étape, suivi du numéro de l'étape où il s'est retiré | HD                              | Indique un coureur qui a terminé une étape hors des délais, suivi du numéro de l'étape                   |

| Wiggins WGN                    | Wiggins WGN               | Wiggins WGN |
| ------------------------------ | ------------------------- | ----------- |
| Num                            | Coureur                   | Pos         |
| 1                              | Bradley Wiggins (GBR)     | 59e         |
| 2                              | Steven Burke (GBR)        | AB-1        |
| 3                              | Mark Christian (GBR)      | AB-3        |
| 4                              | Owain Doull (GBR)         | 53e         |
| 5                              | Christopher Lawless (GBR) | 88e         |
| 6                              | Iain Paton (GBR)          | 96e         |
| 7                              | Andrew Tennant (GBR)      | 116e        |
| 8                              | Michael Thompson (GBR)    | 48e         |
| Directeur sportif : Simon Cope |                           |             |

| Sky # SKY                           | Sky # SKY                  | Sky # SKY |
| ----------------------------------- | -------------------------- | --------- |
| Num                                 | Coureur                    | Pos       |
| 11                                  | Ben Swift (GBR)            | AB-1      |
| 12                                  | Ian Boswell (USA)          | 81e       |
| 13                                  | Philip Deignan (IRL)       | 5e        |
| 14                                  | Nathan Earle (AUS)         | 98e       |
| 15                                  | David López García (ESP)   | 13e       |
| 16                                  | Lars Petter Nordhaug (NOR) | 1er       |
| 17                                  | Salvatore Puccio (ITA)     | 24e       |
| 18                                  | Christopher Sutton (AUS)   | AB-3      |
| Directeur sportif : Rod Ellingworth |                            |           |

| Giant-Alpecin TGA             | Giant-Alpecin TGA       | Giant-Alpecin TGA |
| ----------------------------- | ----------------------- | ----------------- |
| Num                           | Coureur                 | Pos               |
| 21                            | Marcel Kittel (GER)     | AB-1              |
| 22                            | Lawson Craddock (USA)   | 49e               |
| 23                            | Bert De Backer (BEL)    | 89e               |
| 24                            | Caleb Fairly (USA)      | NP-1              |
| 25                            | Ramon Sinkeldam (NED)   | 85e               |
| 26                            | Tom Stamsnijder (NED)   | 68e               |
| 27                            | Lars van der Haar (NED) | 30e               |
| 28                            |                         |                   |
| Directeur sportif : Marc Reef |                         |                   |

| BMC Racing BMC                      | BMC Racing BMC          | BMC Racing BMC |
| ----------------------------------- | ----------------------- | -------------- |
| Num                                 | Coureur                 | Pos            |
| 31                                  | Greg Van Avermaet (BEL) | 7e             |
| 32                                  | Jempy Drucker (LUX)     | 38e            |
| 33                                  | Ben Hermans (BEL)       | 6e             |
| 34                                  | Klaas Lodewyck (BEL)    | 42e            |
| 35                                  | Joey Rosskopf (USA)     | 16e            |
| 36                                  | Samuel Sánchez (ESP)    | 2e             |
| 37                                  | Rick Zabel (GER)        | 86e            |
| 38                                  |                         |                |
| Directeur sportif : Jackson Stewart |                         |                |

| Lotto NL-Jumbo TLJ                 | Lotto NL-Jumbo TLJ       | Lotto NL-Jumbo TLJ |
| ---------------------------------- | ------------------------ | ------------------ |
| Num                                | Coureur                  | Pos                |
| 41                                 | Steven Kruijswijk (NED)  | 50e                |
| 42                                 | Moreno Hofland (NED)     | 56e                |
| 43                                 | Barry Markus (NED)       | AB-3               |
| 44                                 | Timo Roosen (NED)        | 69e                |
| 45                                 | Mike Teunissen (NED)     | 54e                |
| 46                                 | Nick van der Lijke (NED) | 41e                |
| 47                                 | Robert Wagner (GER)      | 91e                |
| 48                                 | Maarten Wynants (BEL)    | 72e                |
| Directeur sportif : Nico Verhoeven |                          |                    |

| IAM                              | IAM                       | IAM  |
| -------------------------------- | ------------------------- | ---- |
| Num                              | Coureur                   | Pos  |
| 51                               | Matteo Pelucchi (ITA)     | 101e |
| 52                               | Thomas Degand (BEL)       | 47e  |
| 53                               | Sondre Holst Enger (NOR)  | 120e |
| 54                               | Simon Pellaud (SUI)       | 45e  |
| 55                               | Vicente Reynés (ESP)      | 36e  |
| 56                               | Patrick Schelling (SUI)   | 35e  |
| 57                               | Jonas Van Genechten (BEL) | 87e  |
| 58                               |                           |      |
| Directeur sportif : Mario Chiesa |                           |      |

| Topsport Vlaanderen-Baloise TSV       | Topsport Vlaanderen-Baloise TSV | Topsport Vlaanderen-Baloise TSV |
| ------------------------------------- | ------------------------------- | ------------------------------- |
| Num                                   | Coureur                         | Pos                             |
| 61                                    | Tim Declercq (BEL)              | 29e                             |
| 62                                    | Amaury Capiot (BEL)             | 109e                            |
| 63                                    | Moreno De Pauw (BEL)            | 112e                            |
| 64                                    | Jonas Rickaert (BEL)            | AB-1                            |
| 65                                    | Thomas Sprengers (BEL)          | 15e                             |
| 66                                    | Stijn Steels (BEL)              | 74e                             |
| 67                                    | Pieter Vanspeybrouck (BEL)      | 27e                             |
| 68                                    | Otto Vergaerde (BEL)            | 44e                             |
| Directeur sportif : Walter Planckaert |                                 |                                 |

| Europcar EUC                        | Europcar EUC              | Europcar EUC |
| ----------------------------------- | ------------------------- | ------------ |
| Num                                 | Coureur                   | Pos          |
| 71                                  | Thomas Voeckler (FRA)     | 3e           |
| 72                                  | Giovanni Bernaudeau (FRA) | AB-2         |
| 73                                  | Thomas Boudat (FRA)       | 60e          |
| 74                                  | Dan Craven (NAM) (Route)  | 97e          |
| 75                                  | Cyril Gautier (FRA)       | 57e          |
| 76                                  | Tony Hurel (FRA)          | 95e          |
| 77                                  | Yannick Martinez (FRA)    | 78e          |
| 78                                  | Perrig Quéméneur (FRA)    | 25e          |
| Directeur sportif : Andy Flickinger |                           |              |

| MTN-Qhubeka MTN                | MTN-Qhubeka MTN                   | MTN-Qhubeka MTN |
| ------------------------------ | --------------------------------- | --------------- |
| Num                            | Coureur                           | Pos             |
| 81                             | Steve Cummings (GBR)              | 11e             |
| 82                             | Matthew Brammeier (IRL)           | 100e            |
| 83                             | Gerald Ciolek (GER)               | 66e             |
| 84                             | Nicolas Dougall (RSA)             | 84e             |
| 85                             | Reinardt Janse van Rensburg (RSA) | 46e             |
| 86                             | Merhawi Kudus (ERI)               | 37e             |
| 87                             | Andreas Stauff (GER)              | AB-3            |
| 88                             |                                   |                 |
| Directeur sportif : Jens Zemke |                                   |                 |

| Cofidis COF                          | Cofidis COF             | Cofidis COF |
| ------------------------------------ | ----------------------- | ----------- |
| Num                                  | Coureur                 | Pos         |
| 91                                   | Julien Simon (FRA)      | 14e         |
| 92                                   | Yoann Bagot (FRA)       | AB-1        |
| 93                                   | Loïc Chetout (FRA)      | 62e         |
| 94                                   | Nicolas Edet (FRA)      | 21e         |
| 95                                   | Romain Hardy (FRA)      | 31e         |
| 96                                   | Dominique Rollin (CAN)  | 77e         |
| 97                                   | Stéphane Rossetto (FRA) | 4e          |
| 98                                   | Anthony Turgis (FRA)    | 20e         |
| Directeur sportif : Jean-Luc Jonrond |                         |             |

| Roompot Oranje Peloton ROP               | Roompot Oranje Peloton ROP | Roompot Oranje Peloton ROP |
| ---------------------------------------- | -------------------------- | -------------------------- |
| Num                                      | Coureur                    | Pos                        |
| 101                                      | Jesper Asselman (NED)      | 67e                        |
| 102                                      | Berden de Vries (NED)      | 63e                        |
| 103                                      | Huub Duyn (NED)            | 9e                         |
| 104                                      | Dylan Groenewegen (NED)    | 71e                        |
| 105                                      | Wesley Kreder (NED)        | 105e                       |
| 106                                      | André Looij (NED)          | 102e                       |
| 107                                      | Ivar Slik (NED)            | 108e                       |
| 108                                      | Etienne van Empel (NED)    | 75e                        |
| Directeur sportif : Jean-Paul van Poppel |                            |                            |

| Cult Energy CLT                  | Cult Energy CLT               | Cult Energy CLT |
| -------------------------------- | ----------------------------- | --------------- |
| Num                              | Coureur                       | Pos             |
| 111                              | Russell Downing (GBR)         | 23e             |
| 112                              | Karel Hník (CZE)              | 80e             |
| 113                              | Alex Kirsch (LUX)             | 17e             |
| 114                              | Gustav Larsson (SWE)          | 19e             |
| 115                              | Romain Lemarchand (FRA)       | AB-1            |
| 116                              | Martin Mortensen (DEN)        | 65e             |
| 117                              | Rasmus Christian Quaade (DEN) | 115e            |
| 118                              | Joël Zangerlé (LUX)           | AB-3            |
| Directeur sportif : Luke Roberts |                               |                 |

| Équipe nationale du Royaume-Uni GBR | Équipe nationale du Royaume-Uni GBR | Équipe nationale du Royaume-Uni GBR |
| ----------------------------------- | ----------------------------------- | ----------------------------------- |
| Num                                 | Coureur                             | Pos                                 |
| 121                                 | Germain Burton (GBR)                | 107e                                |
| 122                                 | Gabriel Cullaigh (GBR)              | 43e                                 |
| 123                                 | Scott Davies (GBR)                  | 12e                                 |
| 124                                 | Joshua Edmondson (GBR)              | 22e                                 |
| 125                                 | Jake Kelly (GBR)                    | 121e                                |
| 126                                 | Christopher Latham (GBR)            | 111e                                |
| 127                                 | Mark Stewart (GBR)                  | 118e                                |
| 128                                 | Oliver Wood (GBR)                   | 90e                                 |
| Directeur sportif : Keith Lambert   |                                     |                                     |

| JLT Condor JLT                  | JLT Condor JLT            | JLT Condor JLT |
| ------------------------------- | ------------------------- | -------------- |
| Num                             | Coureur                   | Pos            |
| 131                             | Edward Clancy (GBR)       | AB-3           |
| 132                             | Graham Briggs (GBR)       | 123e           |
| 133                             | Michael Cuming (GBR)      | 79e            |
| 134                             | Luke Grivell-Mellor (GBR) | 117e           |
| 135                             | Richard Handley (GBR)     | 10e            |
| 136                             | Kristian House (GBR)      | 32e            |
| 137                             | Thomas Moses (GBR)        | 73e            |
| 138                             | Harry Tanfield (GBR)      | 82e            |
| Directeur sportif : John Herety |                           |                |

| Madison Genesis MGT              | Madison Genesis MGT    | Madison Genesis MGT |
| -------------------------------- | ---------------------- | ------------------- |
| Num                              | Coureur                | Pos                 |
| 141                              | Liam Holohan (GBR)     | 33e                 |
| 142                              | Tobyn Horton (GBR)     | 92e                 |
| 143                              | James McLaughlin (GBR) | 58e                 |
| 144                              | Mark McNally (GBR)     | 113e                |
| 145                              | Michael Northey (NZL)  | 64e                 |
| 146                              | Erick Rowsell (GBR)    | 8e                  |
| 147                              | Thomas Scully (NZL)    | 76e                 |
| 148                              | Thomas Stewart (GBR)   | 40e                 |
| Directeur sportif : Joan Horrach |                        |                     |

| NFTO NPC                         | NFTO NPC                     | NFTO NPC |
| -------------------------------- | ---------------------------- | -------- |
| Num                              | Coureur                      | Pos      |
| 151                              | Tom Barras (GBR)             | 119e     |
| 152                              | Dale Appleby (GBR)           | 106e     |
| 153                              | Ian Bibby (GBR)              | 52e      |
| 154                              | Edward Dunbar (IRL)          | AB-1     |
| 155                              | James Lowsley-Williams (GBR) | 114e     |
| 156                              | Jonathan McEvoy (GBR)        | 34e      |
| 157                              | Robert Partridge (GBR)       | 55e      |
| 158                              | Steele Von Hoff (AUS)        | 61e      |
| Directeur sportif : David Povall |                              |          |

| ONE                              | ONE                      | ONE  |
| -------------------------------- | ------------------------ | ---- |
| Num                              | Coureur                  | Pos  |
| 161                              | Yanto Barker (GBR)       | 51e  |
| 162                              | Marcin Białobłocki (POL) | 28e  |
| 163                              | Dexter Gardias (GBR)     | 99e  |
| 164                              | George Harper (GBR)      | AB-3 |
| 165                              | Marc Hester (DEN)        | AB-3 |
| 166                              | Joshua Hunt (GBR)        | 93e  |
| 167                              | Chris Opie (GBR)         | 104e |
| 168                              | Peter Williams (GBR)     | 70e  |
| Directeur sportif : Tim Elverson |                          |      |

| Raleigh GAC RAL                 | Raleigh GAC RAL        | Raleigh GAC RAL |
| ------------------------------- | ---------------------- | --------------- |
| Num                             | Coureur                | Pos             |
| 171                             | Morgan Kneisky (FRA)   | 39e             |
| 172                             | Calvin Beneke (RSA)    | 110e            |
| 173                             | Karol Domagalski (POL) | 26e             |
| 174                             | Andrew Hawdon (GBR)    | 122e            |
| 175                             | Steven Lampier (GBR)   | 18e             |
| 176                             | Bradley Morgan (GBR)   | 94e             |
| 177                             | Evan Oliphant (GBR)    | 83e             |
| 178                             | Ian Wilkinson (GBR)    | 103e            |
| Directeur sportif : Eddie White |                        |                 |